# 中野元裕
中野 元裕（なかの もとひろ、1963年 - ）は、日本の化学者。専門は、物理化学、構造熱科学。

## 略歴
長野県岡谷市出身。長野県諏訪清陵高等学校を経て、1986年大阪大学理学部卒業。1990年大阪大学大学院理学研究科博士後期課程修了。同大学大学院工学研究科助手、同大学大学院工学研究科講師、同大学大学院工学研究科准教授を経て、2013年同大学大学院理学研究科教授。

## 共訳
- 『アトキンス物理化学（下）』 ピーター・アトキンス 著 上田貴洋、奥村光隆、北河康隆 訳 東京化学同人 2017年